# 屈兰
屈兰（法語：Culin，法語發音：[kylɛ̃]）是法国伊泽尔省的一个市镇，位于该省西北部，属于维埃纳区。

## 地理
屈兰（45°31'27"N, 5°15'9"E）面积7.32 平方千米，位于法国奥弗涅-罗讷-阿尔卑斯大区伊泽尔省，该省份为法国东南部内陆省份，北起顺时针与安省、萨瓦省、上阿尔卑斯省、德龙省、阿尔代什省、卢瓦尔省和罗讷省。
与屈兰接壤的市镇（或旧市镇、城区）包括：特拉莫莱、莱塞帕尔、梅里约莱塞唐、比永河畔圣阿年、热尔翁德河畔圣安娜。

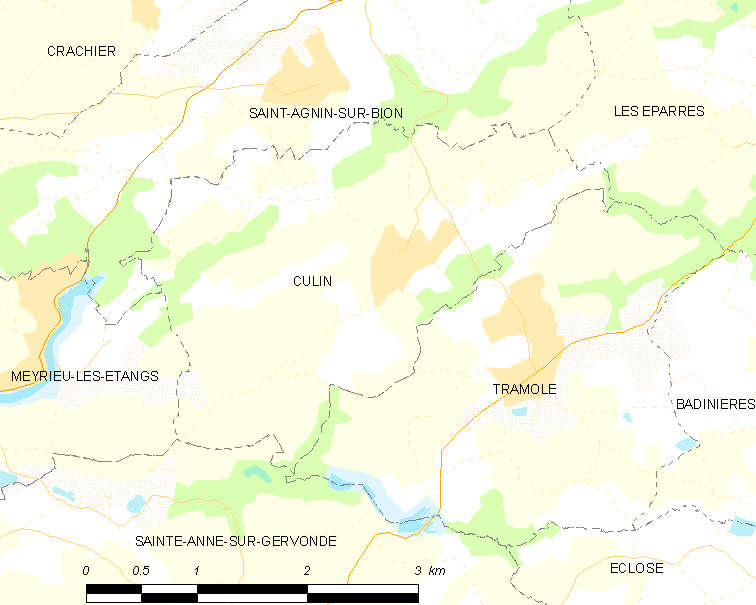
屈兰的OSM定位图

屈兰的时区为UTC+01:00、UTC+02:00（夏令时）。

## 行政
屈兰的邮政编码为38300，INSEE市镇编码为38141。

## 政治
屈兰所属的省级选区为利勒达博县。

## 人口

1962-2008年间屈兰人口变化图示

屈兰于2022年1月1日时的人口数量为785人。